# Turko-Mongolové

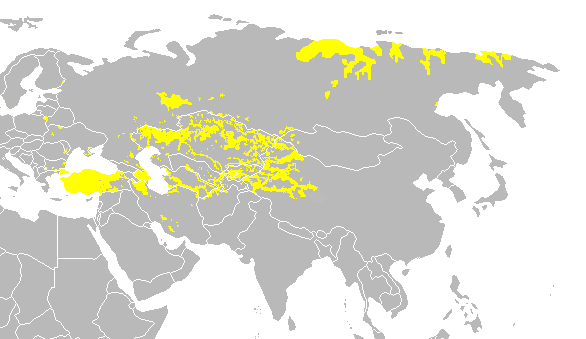
Rozšíření turkických jazyků začátkem 21. století

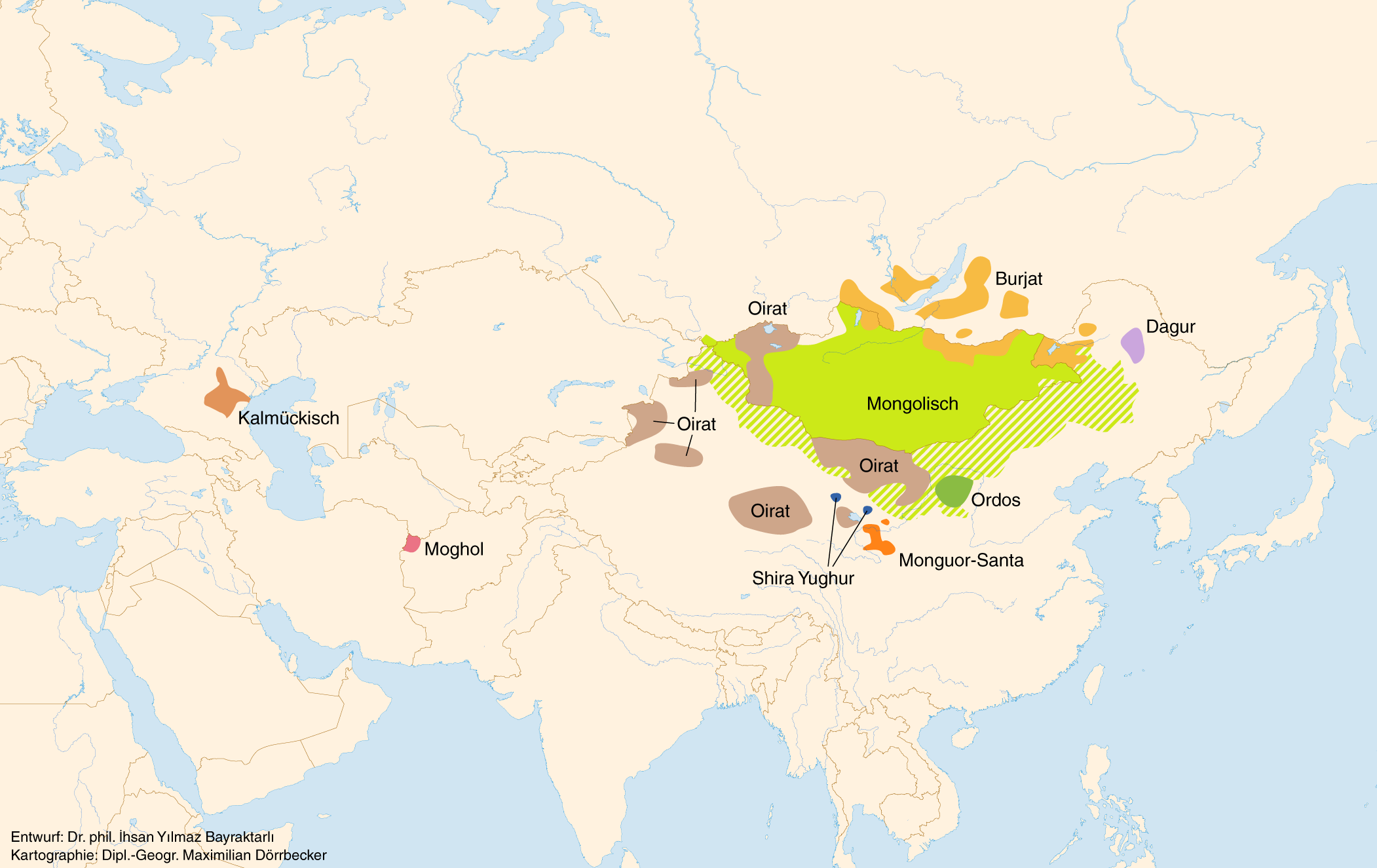
Rozšíření mongolských jazyků začátkem 21. století

Turko-Mongolové nebo Tataro-Mongolové je moderní souhrnné označení pro turkické a mongolské národy. Historikové je používají, nepovažují-li za možné, nebo vhodné, rozlišovat mezi mongolskými a turkickými národy a kmeny.
Zvláště jsou tak označovány mongolské a turecké kmeny asijských stepí ve 12. století, sdílející stejnou kulturu a sjednocené počátkem 13. století v Mongolské říši. Slovy amerického historika Davida Morgana:
| „                           | Kmeny žijící ve dvanáctém století v Mongolsku mají být popisovány jako Turko-Mongolové, protože v řadě případů není jasné, které byly turecké, a které mongolské. Tím se ovšem nerozumí více než že mluvily turkickým, případně mongolským jazykem. | “ |
| — David Morgan: The Mongols | |   |

Pojem je používán též při popisu kultury a společnosti států střední a západní Asie vzniklých po rozpadu Mongolské říše (Ílchanát, Zlatá horda, Čagatajský chanát a Tímúrovská říše), hlásících se k mongolským tradicím, ale v nichž byla mongolská vládnoucí vrstva postupně turkizována.